# 増上寺五重塔

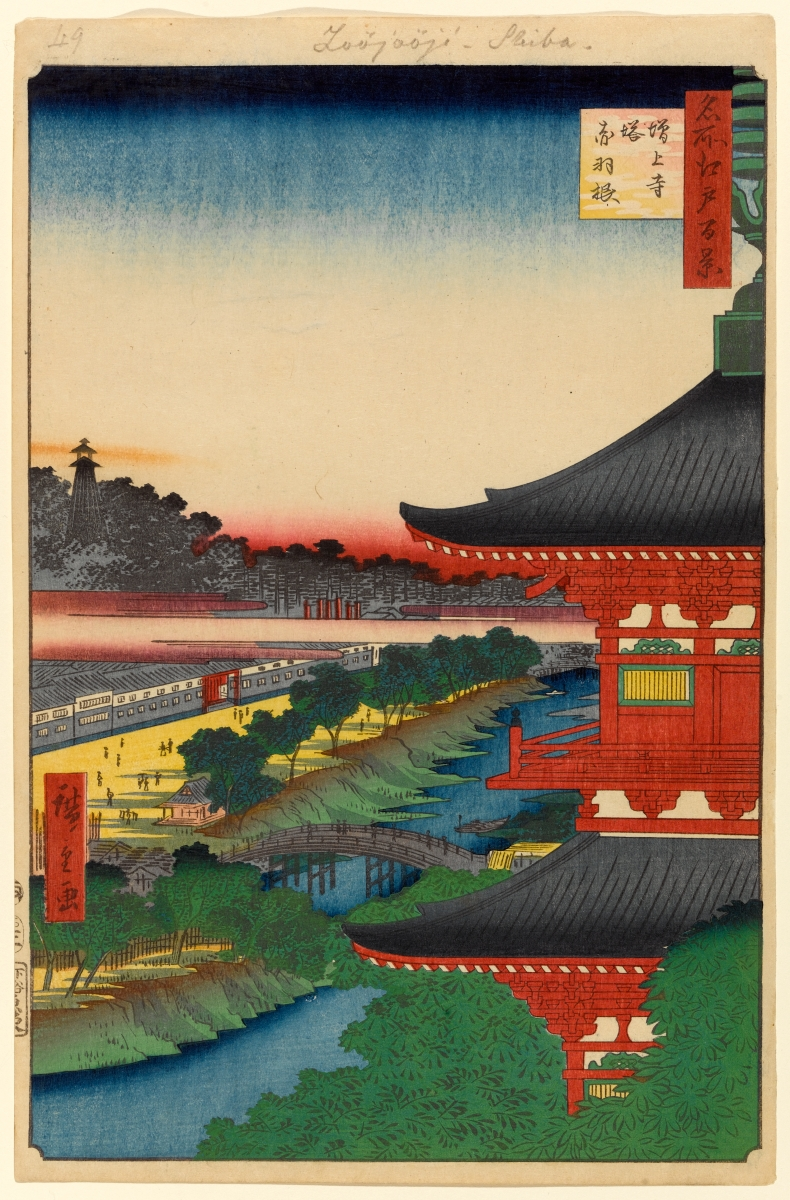
歌川広重「名所江戸百景」増上寺塔赤羽根

増上寺五重塔（ぞうじょうじごじゅうとう）は、かつて増上寺にあった五重塔。

## 概要

### 創建塔
- 1632年（寛永9年）、徳川秀忠が死去する。
- 徳川秀忠（台徳院）供養塔として、江戸承応年間（1652年-1654年）に酒井忠清が建立する。
- その後、文化年間（1804年 - 1817年）に文化の大火（一説に落雷）で焼失した。

### 再建塔
- 1809年（文化6年）、酒井忠道が再び建立。
- 1830年（文政13年）、1849年（嘉永2年）酒井忠実が修理。
- 1890年（明治23年）、増上寺から芝公園に移管。
- 1945年（昭和20年）、東京大空襲で焼失した。

## 現状
- 礎石等遺構は残されていない。